# Gizem Saka

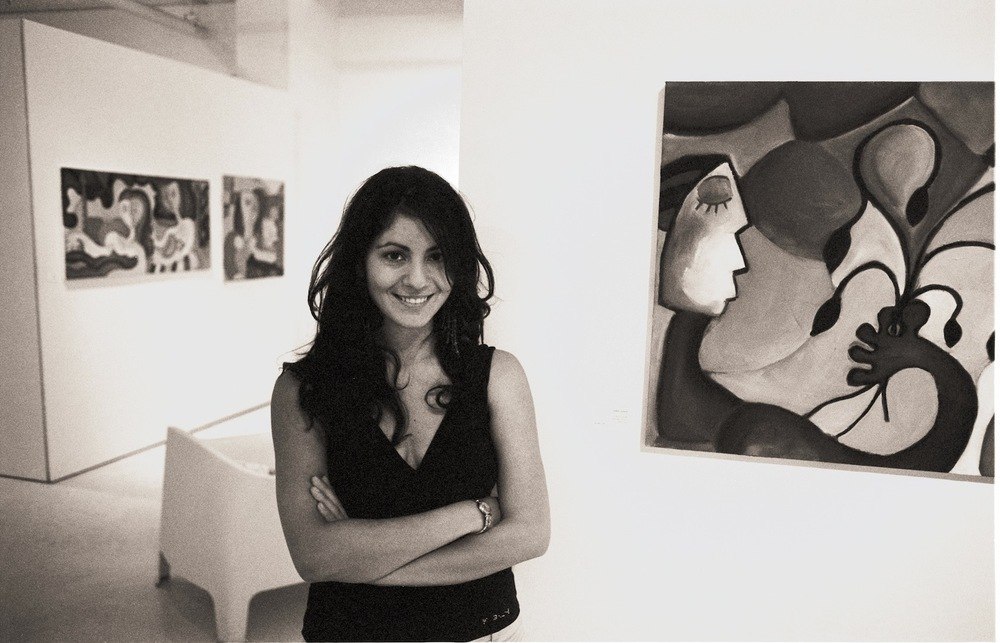
Gizem Saka (2005)

Gizem Saka (* 9. April 1978 in Istanbul) ist eine türkische Künstlerin und Wirtschaftswissenschaftlerin.

## Werdegang
Geboren und aufgewachsen in Istanbul erwarb Saka den Bachelor of Science in Wirtschaftswissenschaften an der Istanbuler Koç  Universität 1999. Danach siedelte sie in die Vereinigten Staaten über, um an der Cornell University mit einem PhD in Wirtschaftswissenschaften abzuschließen. Schon als junges Mädchen war sie türkische Landesmeisterin im Geräteturnen und Mitglied der türkischen Nationalmannschaft im Turnen von 1989 bis 1993. Parallel dazu interessierte sie sich am Gymnasium für Malerei und Bildende Kunst. Im Jahre 2000 unterrichtete sie parallel neben ihrem Studium an der Cornell-Universität in der Fakultät für Kunst und Architektur. 2005 stellte sie zum ersten Mal ihre Kunstwerke in Montreal in der „Galerie Gora“ aus. Seitdem nahm sie regelmäßig an weiteren bekannten Ausstellungen teil.
Seit 2011 hält sie wirtschaftswissenschaftliche Seminare an der Wharton School und Vorlesungen über den Kunstmarkt an der Harvard University.

## Malerei
In Sakas Malerei erscheinen dekorative Elemente des Mittleren Ostens zusammen mit den Farben des Mittelmeeres. Ihre bildnerischen Motive sind Frauen, Lesen, Keramik aus İznik und allgemeines figürliches Malen. In ihrer Kollektion „Woman“ sieht man Frauen in alltäglichen Situationen, Tee trinkend, sich mit anderen Frauen unterhaltend, Bücher lesend, in Spiegel blickend oder ihre Liebhaber küssend. In „Istanbul Houses“ sind einfache Stadtansichten ihrer Heimat dargestellt. Kaffeesatzleserei auf dem Boden von Espressotassen, Osmanische Schiffe des 16. Jahrhunderts oder gemalte Literatur auf Leinwand sind weitere Malmotive.